# ゲバ字

1967年 東京教育大学の筑波移転反対闘争のバリケード。「評言キ会」「斗争」などの略字を使用。

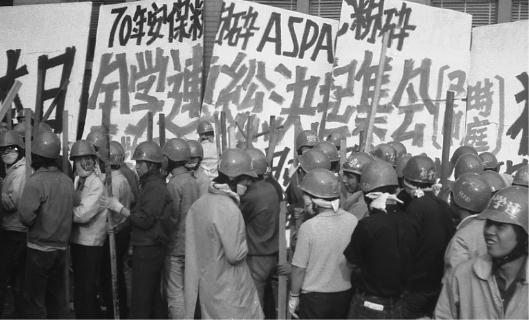
1968年 神田カルチェ・ラタン闘争前の中央大学中庭の集会。

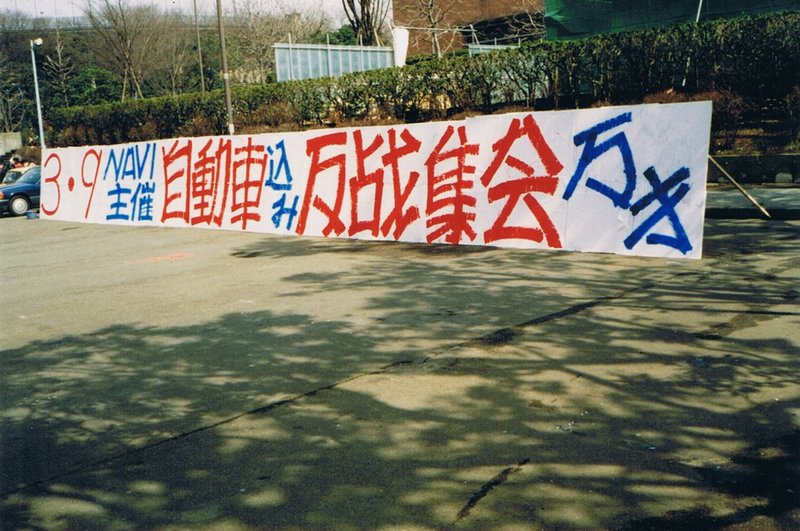
1991年 自動車雑誌NAVIによる湾岸戦争反対の立て看板。「反战」「万才」の略字を使用。

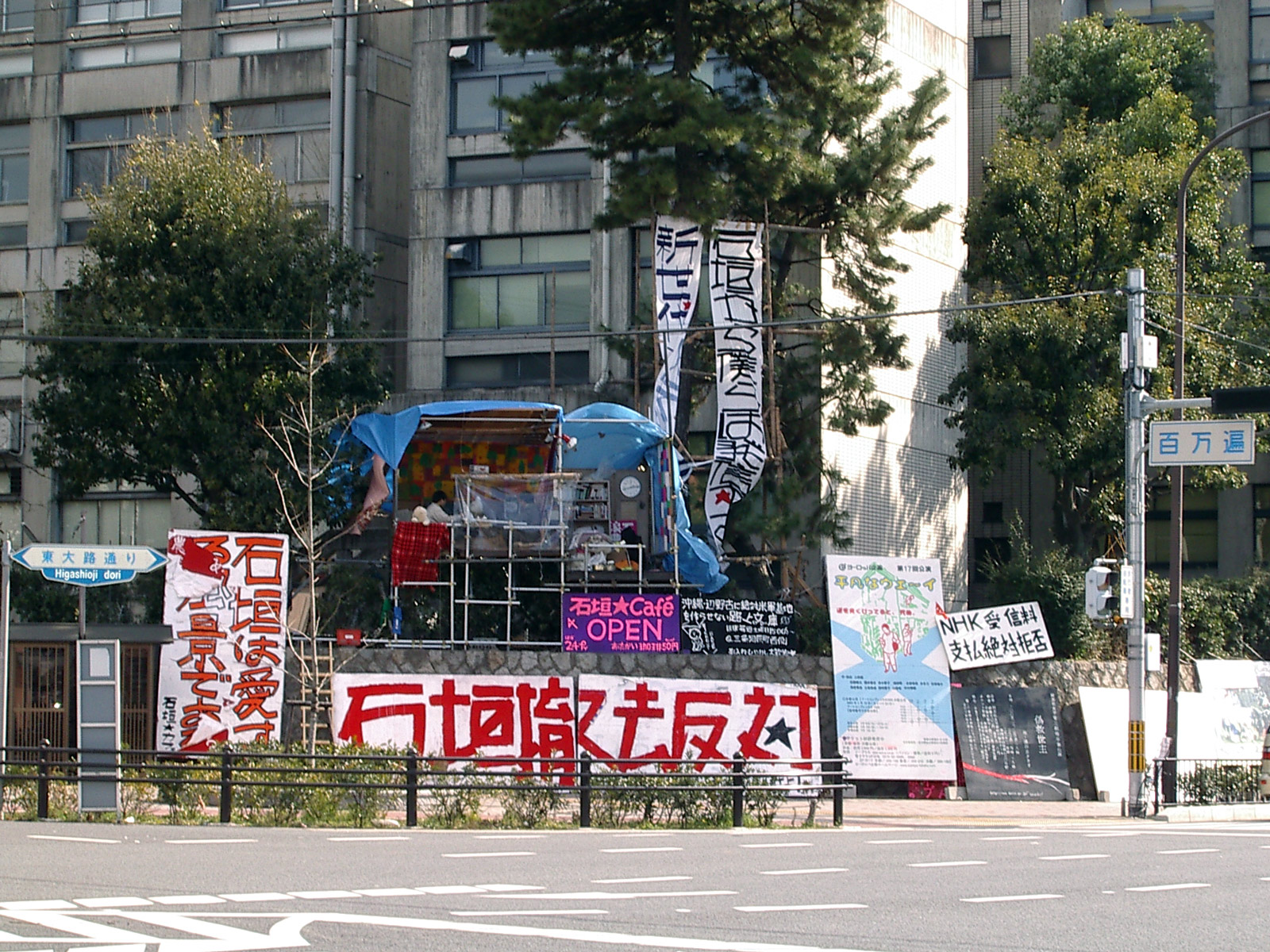
2005年 京都大学の石垣カフェ撤去反対の立て看板。

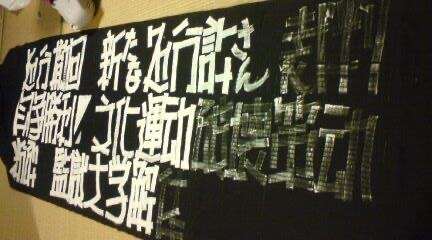
書きかけのゲバ字。動や闘の字が略されている。スポンジを用いて一気に書き上げ、後から塗りつぶしていることがわかる。

ゲバ字（ゲバじ）とは、日本の学生運動などでビラや立て看板などに使用される特徴的な字体を指す呼称。ゲバ文字、全共闘文字、全学連文字、トロ字とも。

## 用語
「ゲバ字」や「ゲバ文字」の「ゲバ」はドイツ語のゲバルト（暴力）より。当時の新左翼は、ブルジョア国家の警察や軍隊といった暴力と、コミューン権力を目指した自らの暴力を区別して考えるためにゲバルトという言葉を多用していた。「トロ字」の「トロ」はトロツキストのことを指す。これは日本共産党が新左翼党派を「トロツキスト」と呼んでいたことにちなむが、日本共産党も当時はトロ字を用いていた。

## 概要
ゲバ字は、ビラ（アジビラ）や立て看板の他、旗やヘルメット（ゲバヘル）などにも使用された。
ゲバ字は1960年代に学生運動で活動家がガリ版でアジビラを作っていた中で生まれた書体である。ガリ版を用いても潰れにくく書きやすく、不鮮明な印刷でも文字を判別しやすくするため、下記のような工夫がされた。また筆跡によって執筆者を特定させないための対策として発展した書体でもあり、党派や職場、学校、サークルなどグループ毎におおよその規格があった。
広義のゲバ字には中華人民共和国の簡体字の他、独自の作字法としてカタカナやローマ字や「X」などの記号文字を取り入れるなど、できるだけ総画数を少なくするというやり方が採用された。字形は極端に角張り、文化大革命の大字報の影響も見られる。
2000年代以降は手軽なワープロソフトの普及もありゲバ字の使用は減少したが、新左翼系の日本共産党（左派）、革マル派、解放派（木元派）などの一部に使用が見られる。
また2000年代にはインターネット上に「ゲバ文字フォント」が公開された。
またゲバ字の登場以前、第二次世界大戦前の政治運動などでもビラやポスターに独特な文字が使用された例はあった。高橋錦吉によれば、この種の文字は「左翼不定文字」と呼ばれ、治安維持法により非合法とされた活動のなかで、ビラ等の作成の迅速の迅速化、また観た者に強烈な印象を与える目的で使用されていたとされる。

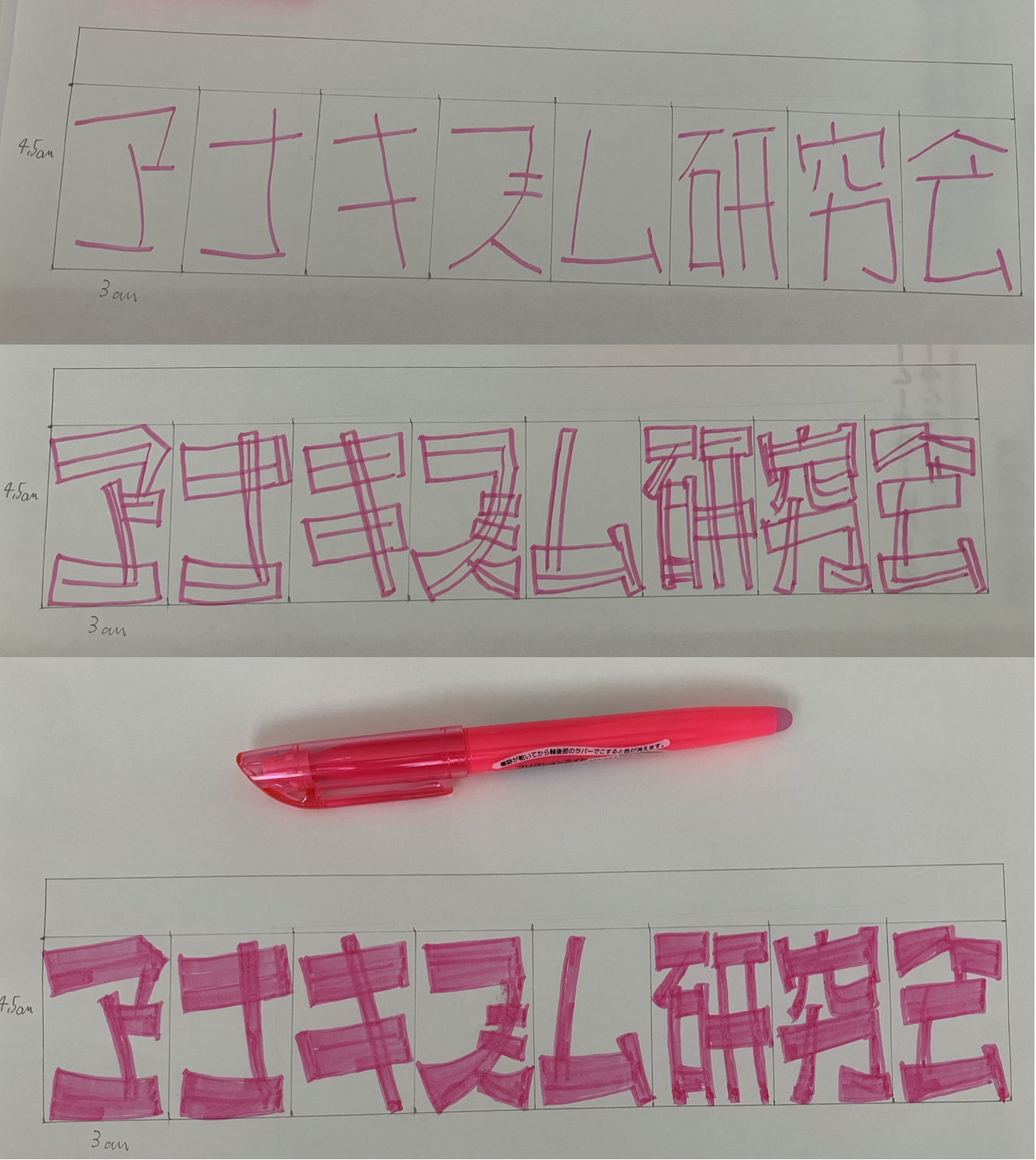
アナキズム研究会のゲバ字

## 例
昭和期にワープロが普及するまで、看板〈安全第一〉の「第」を略するなど、略字は広く用いられていたためゲバ字へも影響が及んだ。「門」→「门」などは、現在でも一般的に使われる略字である。以下のリストはゲバ字の一部である。
- 「闘争」→「斗争」[6][2] （略字[10]）
- 「万歳」→「万才」[6]（略字[10]）
- 「労働」→「労仂」[2]（略字[注釈 2]）
- 「職業」→「耺業」[2]（略字[注釈 3]）
- 「議会」→「言ギ会」[11]（一部カタカナによる略字）
- 「寮」→ （宀かんむりの下に「R」）[8]（一部ローマ字による略字）帯広畜産大学の寮は、公式ロゴマークとしてこの略字が使われている。[要出典]
- 「反戦」→「反战」[12]（簡体字）
- 「協」→ 「𫝓」（俗字[注釈 4]）[注釈 5]。
- 「人権」→「人权」（略字）

## その他
ゲバ字が使用された主な作品には以下がある。
- 映画『社長えんま帖』(1969年) - 女優の岡田可愛がゲバヘルをかぶる
- ミュージシャン「ザ・タイマーズ」 - ゲバヘルをトレードマークとする
- 『パワー・トゥ・ザ・ピープル』（1971年） - ジョン・レノン/プラスティック・オノ・バンドが1971年にリリースしたレコードのジャケットに、ゲバ字で「叛」の字が書かれたゲバヘルをかぶったジョン・レノンの写真が使われており、楽曲と同時にこのジャケット自体がオノ・ヨーコの作品として世界的に有名。
- 『表徴の帝国』(1970年) - ロラン・バルトの作品。「暴力の表現体」としてゲバヘルが取り上げられており、ヘルメットに書かれた「全学連」のゲバ字や、つぶれた「C」のようなマーク（中央大学のマークによく似ている）が登場する。
- 『実録・連合赤軍・あさま山荘への道程』（2008年）-若松孝二監督。冒頭約30分間の記録映像と再現映像に、複数の立て看板や「战争宣言」などの表記が映る。